# Abbaye d'Isova
L’abbaye d’Isova (en grec moderne : Αββαείο της Ίσοβας) est une ancienne abbaye cistercienne située en Grèce, dans la municipalité d’Andrítsena-Kresténa.

## Histoire

### Fondation
L'abbaye d'Isova est fondée au début du XIIIe siècle par des religieux de l’abbaye d'Hautecombe,,.
Le site est choisi notamment pour sa proximité avec l'Alphée.

## Développement
L'abbaye d'Isova développe notamment des activités productives agricoles et des industries de transformation, en particulier des pressoirs à vin et à olives.

### Fin de l'abbaye
L'abbaye est détruite en 1263 par les Byzantins.